# 白崖台乡
白崖台乡，是中华人民共和国山西省大同市灵丘县下辖的一个乡镇级行政单位。

## 行政区划
白崖台乡下辖以下地区：
白崖台村、东长城村、冉庄村、关沟村、辛庄村、铺西村、跑池村、烟云崖村、古路河村、南张庄村、李台村、来湾村、长沟村、王巨村、王村铺村和斗方石村。